# Стедикам

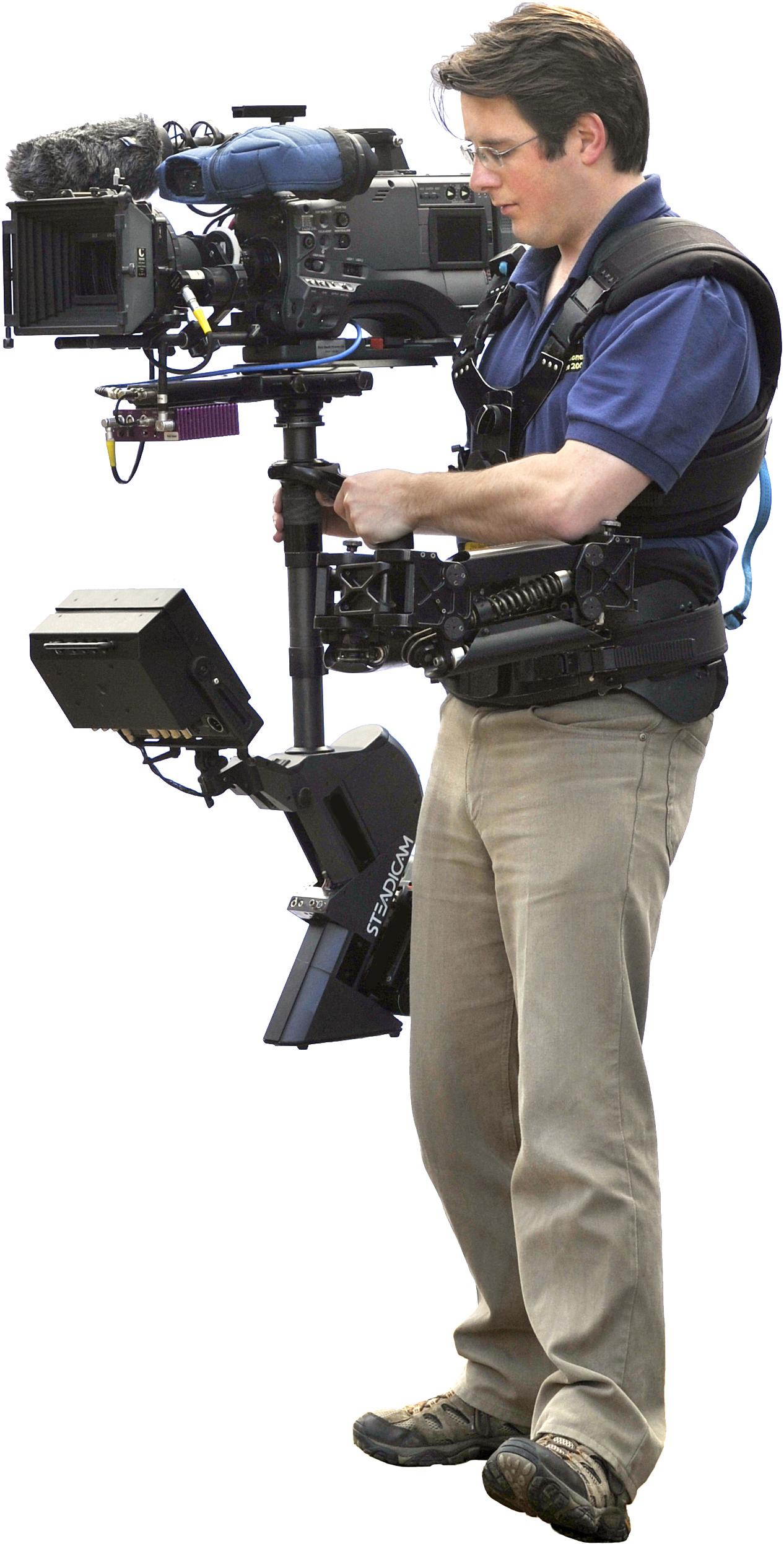
Оператор «Стедікам» за роботою

Стедикам (англ. steadicam, від steady — «стійкий» і cam — скорочення від camera; на жаргоні операторів — стедік) — пересувна система стабілізації знімальної камери для кіно — або відеознімання в русі. У радянських джерелах стедикам класифікується, як «поясно-плечовий демпфуючий штатив або опора». Належить до допоміжного операторського обладнання. Назва Steadicam зареєстрована як торговельна марка компанії «Тіффен» (англ. Tiffen), повна торгова назва системи — Tiffen Steadicam. Крім торгової марки слово steadicam використовується в кінематографі для позначення принципу знімання з вільним рухом стабілізованої камери.

## Історія
У сучасному кінематографі та телебаченні одним з головних виразних засобів є переміщення камери в просторі. Основною проблемою при зніманні в русі є отримання стабільного зображення, позбавленого дрижання. При зніманні з рук або з плеча дрижання зображення неминуче і може зробити його непридатним для використання. До появи системи «Стедикам» єдиними технологіями, що забезпечують стабільне зображення з рухомої камери, були візок «доллі» і операторський кран. Однак ці методи дуже трудомісткі, вимагають великої попередньої роботи з прокладання рейок і установки крану, а, крім того, все одно обмежують рухливість камери, оскільки рейки можна прокласти далеко не скрізь і доводиться постійно уникати їхньої видимості в кадрі.
Система «Стедикам» винайдена кінооператором Гарретом Брауном (англ. Garrett Brown), який 12 квітня 1977 року отримав патент США на винахід під назвою «Обладнання для використання з ручними кінокамерами». Згодом права на винахід були продані компанії Cinema Products, що дала йому назву Steadicam, а надалі виробництво перейшло до компанії «Тіффен». Тепер[коли?] «Стедікам» під різними торговими брендами виробляється кількома фірмами, але оригінальну назву має право використовувати тільки «Тіффен». Також Гарретом Брауном винайдена система переміщення підвішеної на тросах камери, звана «Скайкам» (англ. Skycam, Spidercam), що використовується для знімання спортивних заходів і масштабних телешоу з висоти.
Система «Стедікам» забезпечує настільки плавний рух знімальної камери, що при перегляді отриманого зображення у глядача створюється відчуття польоту. При цьому камера кріпиться до торсу оператора, який може вільно переміщатися в будь-якому напрямку. Закріплений на транспортному засобі, «Стедікам» гасить будь-яке дрижання, забезпечуючи якісне зображення.
Першим фільмом, що знятим із застосуванням прототипу системи в 1976 році, став «На шляху до слави». Після перегляду 16-мм ролика, зробленого фірмою Cinema Products для реклами винаходу, в якому дружина Брауна Хеллен піднімається східцями Музею Мистецтв у Філадельфії, режисер Джон Евілдсен запросив винахідника знімати сцену з Сильвестром Сталлоне, де він підіймається тими ж східцями у фільмі «Роккі». Таке ж враження рекламний ролик справив і на Стенлі Кубрика, який негайно запросив Брауна для участі у зніманні фільму «Сяйво». Першими фільмами, в яких використовувалася система, стали також «Буття Брайана за Монті Пайтоном» і «Чужий». Поява «Стедікама» справила таке враження на кінематографістів, що в 1978 році Гаррету Брауну було присуджений Оскар за технічні досягнення.
В УРСР на кіностудії Довженка, також було сконструйовано подібну систему.

## Конструкція

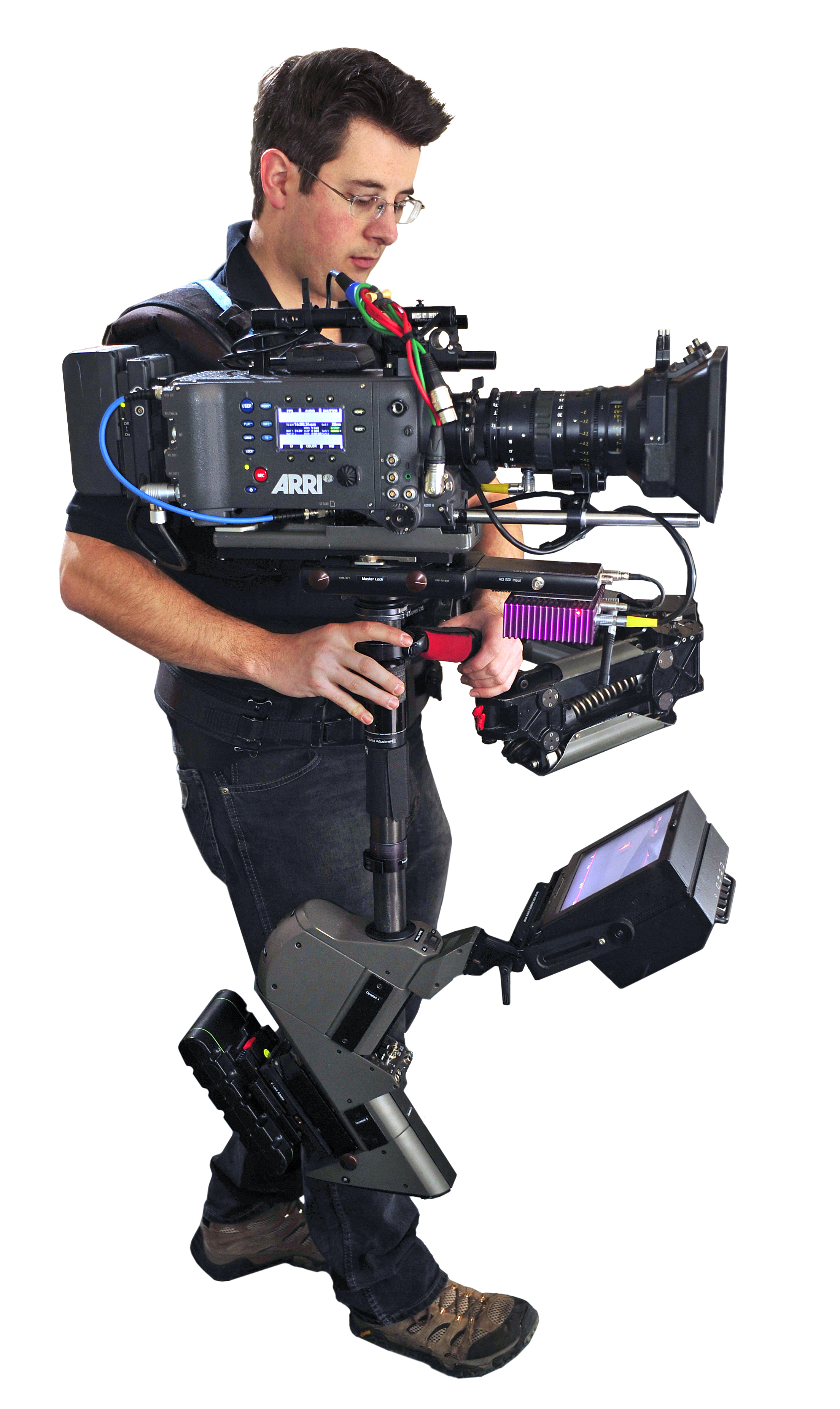
Кінооператор з цифровою кінокамерою, встановленою на «Стедікам»

Конструкція оригінального «Стедікам», так само, як і більшості його аналогів, складається з жилета, який надівається на оператора, стріли (англ. Spring Arm) званої «пантографом» або «рукою», і вертикальної штанги (англ. Post), що кріпиться до стріли через карданний шарнір. Вся конструкція збалансована так, що камера утримується не руками оператора, а стрілою. Оператор лише надає потрібного положення камері, закріпленій таким чином, що кут її повороту не залежить від руху корпуса людини. Шарнір дозволяє оператору, зберігаючи положення свого корпусу, панорамувати камерою в межах 360° в горизонтальній площині і до 45° вгору і вниз по вертикалі. Стріла являє собою складний шарнірно-важільний демпфувальний механізм з каліброваними пружинами, що утримують масу всієї системи поблизу положення її рівноваги. Вона є головним елементом компенсації лінійних коливань і збереження положення камери відносно знімальної сцени. Демпфер гасить лінійні переміщення, а шарнір ізолює камеру від різких обертальних рухів. До штанги зверху кріпиться камера, а на протилежному кінці — внизу — противага (англ. Sled Module), в якій зазвичай змонтовано акумулятори та монітор телевізира, що є невіддільною частиною системи, оскільки при русі зі «Стедікам» оператор не має можливості користуватися традиційним окулярним візиром. Найперші системи «Стедікам» оснащувалися оптоволоконним видошукачем, окуляр якого знаходився на кінці гнучкого оптоволоконного кабелю і закріплювався на оці оператора, даючи можливість безперервного візування з будь-якого положення.
Головний стабілізуючий ефект «Стедікам» полягає у великому моменті інерції обертової частини, який зводить до мінімуму кутові переміщення. Вільне переміщення інертної маси системи відносно жилета служить додатковою стабілізацією, ізолюючи штангу з камерою і противагою від різких випадкових рухів і дрижання. Для запобігання дрижання камери при регулюванні параметрів об'єктива, застосовується дистанційне керування фокусом і діафрагмою асистентом оператора. При цьому відеосигнал з телевізира передається на пульт асистента спеціальним радіопередавачем, що позбавляє необхідності прокладати кабелі, які б обмежували рухливість оператора. Для роботи з «низької точки» камера і противага можуть мінятися місцями. У цьому випадку камера підвішується на нижній кінець штанги.
У деяких випадках використовується додаткова кутова стабілізація системи за допомогою гіроскопів. До таких заходів вдаються в разі зовнішніх впливів, наприклад під час сильного вітру, що розхитує стабілізатор з камерою.
Як правило, до комплекту системи входять кріплення до різних транспортних засобів. Для відпочинку оператора в перервах між зйомками, рухома частина системи може тимчасово підвішуватись на спеціальний штатив-опору, що входить у комплект. Стабілізуючий ефект, що отримується при роботі з важкими професійними кінознімальним і телевізійними камерами, недосяжний з сучасними легкими відеокамерами. Для отримання якісної стабілізації маса закріпленого апарату має перевищувати 5 кг. Деякі виробники «Стедікамів» спеціально для кріплення легких камер випускають обтяжені майданчики масою 2-5 кг.

### Полегшені версії стедикама
Системи стабілізації, що забезпечують плавне переміщення камери, в останні роки набули широкого поширення не тільки на телебаченні і в кіновиробництві, але й в відеографії. Крім спрощених версій, призначених для професійних відеокамер, випускаються компактні стабілізатори без жилета, розраховані на легкі, найчастіше — ручні камери. Найбільше поширення отримали системи типу Glidecam, Flycam, Stabicam, PR-Line ST-2, «Merlin», «Hague» та інші. Їхня конструкція досить проста, що дозволяє деяким відеографам самостійно створювати системи, подібні до «справжніх».
Всі варіанти можна розділити на два типи конструкції: з вертикальною віссю, аналогічною до «Стедікаму», і з дугою, як в «Merlin»[джерело?].
Принцип дії всіх цих пристроїв — ізолювання камери від різких поворотів з допомогою карданного підвісу — заснований, як і в справжнього «Стедікама» на кутовій стабілізації, за рахунок моменту інерції системи, її статичного і динамічного балансування. «Рука» в більшості полегшених версій відсутня, оскільки ізоляція камери від лінійних переміщень не така критична, як від кутових. Відсутність лінійної стабілізації помітне тільки при зніманні об'єктів, що розташовані близько: це проявляється у коливаннях їх положення щодо нерухомого фону.
Пристрої вимагають обов'язкового статичного і динамічного балансування, яке здійснюють для кожної камери і її «обваження» індивідуально. Статичне балансування здійснюється з таким розрахунком, щоб в робочому положенні центр ваги конструкції був трохи нижче за точку опори в шарнірі, але так, щоб час повернення з горизонтального положення в робоче був досить великим (1,5—3 секунди). Завдяки динамічному балансуванню одна з головних осей інерції всієї конструкції проходить через центр ваги і точку опори. Тільки тоді камера здатна робити панорамування не розгойдуючись.

## Альтернативні способи стабілізації
Паралельно з системою «Стедікам» розроблялися й удосконалювалися спеціальні панорамні головки з індикаторним гіростабілізатором, що дозволяють вести знімання не тільки з операторського крану, а й з рухомих транспортних засобів. Однак, ці пристрої непридатні для руху по непередбачуваній траєкторії в обмежених просторах, вимагаючи закріплення на кранах або візках. Саморобні пристрої для відеографії, що засновані на тих же принципах, дозволяють здійснювати стабілізацію в русі. Проте, в цьому випадку відбувається лише кутова стабілізація, а лінійна повинна забезпечуватися іншими пристроями. Остання особливо критична при зніманні близьких об'єктів, лінійне переміщення щодо яких помітне на екрані. Те ж стосується оптичних і цифрових стабілізаторів, що використовуються, наприклад, у відеокамерах для активних видів спорту та інших аматорських камерах. Цифрова стабілізація, має меншу ефективність використання поля зображення об'єктива і площі матриці, оскільки необхідний їхній значний «запас», що залежить від амплітуди дрижання. Однак, головним недоліком оптичних, цифрових і гіростабілізаторів є недостатня ефективність в низькочастотному діапазоні коливань. За цим параметром система «Стедікам» не має конкурентів.

## Використання

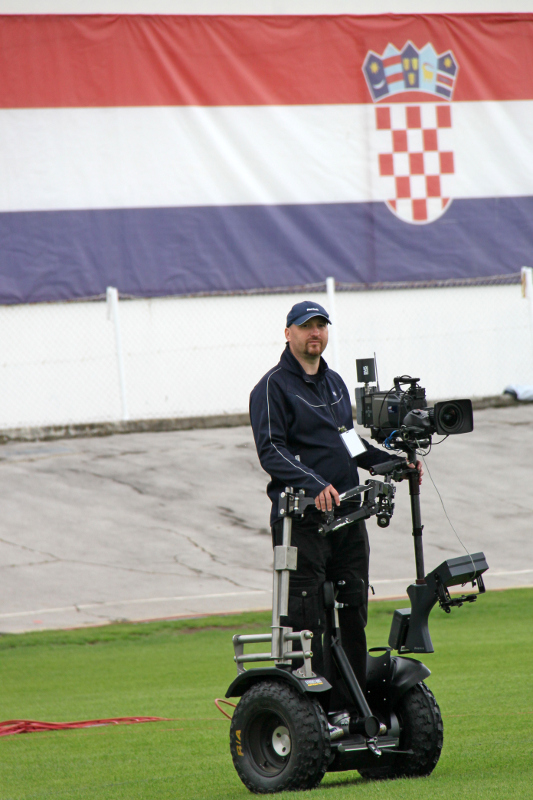
Оператор з системою «Стедікам» на сеґвеї

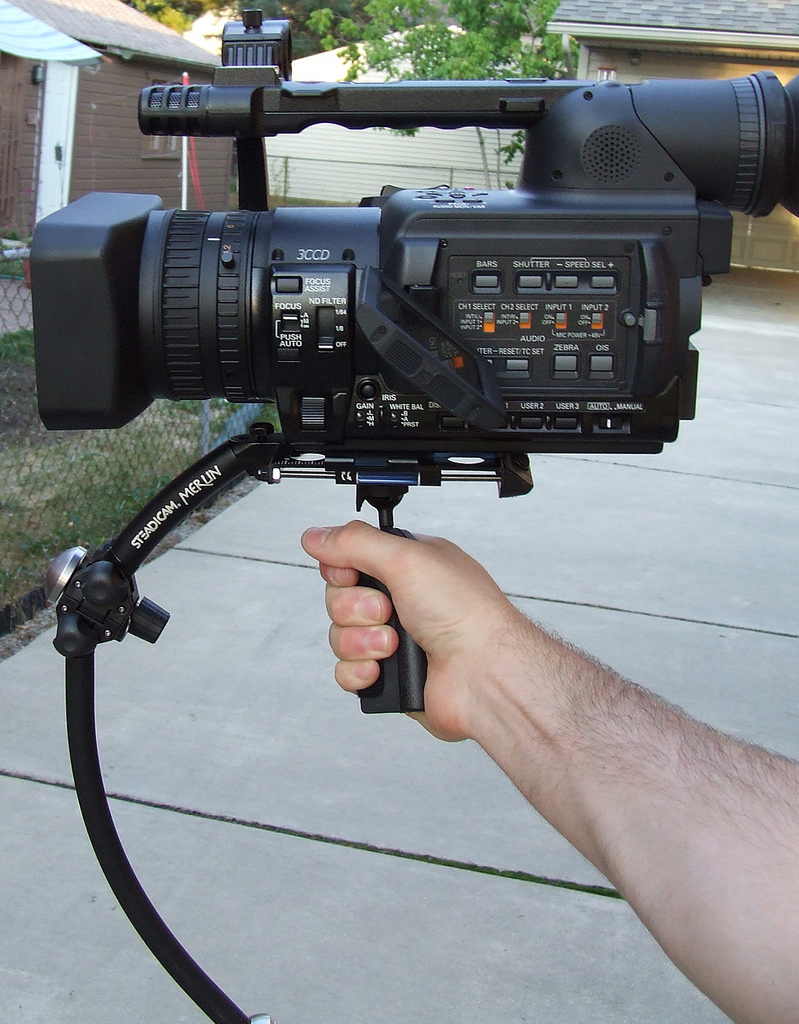
Полегшений ручний «Стедікам» для легких відеокамер

У сучасному кінематографі «Стедікам» хоча б одноразово застосовується практично у всіх фільмах. У телевізійному виробництві ця система також стала невіддільною частиною, особливо при організації трансляцій спортивних змагань або музичних шоу.
Система використовується в кіно-, відеознімання і телетрансляціях, бо це найбільш простий спосіб отримати зображення з рухомої камери без дрижання. На відміну від операторського візка і крану, «Стедікам» більш мобільний, однак не повністю витіснив їх і часто використовується спільно при багатокамерній зйомці. Іноді «Стедікам» використовується з легким операторським візком, що не вимагає прокладки рейок, а останнім часом при зніманні спортивних заходів оператор «Стедікам» переміщається за допомогою сеґвея. У цьому випадку неминучі коливання при їзді демпферуються системою.
«Стедікам» дуже зручний, коли будь-яка інша техніка для переміщення камери не застосовується з причин недостатньої жорсткості або вантажопідйомності опори, і у випадках, коли діапазон переміщення камери неможливо визначити заздалегідь. Найкращим чином система підходить для наступних ситуацій:
- знімання об'єктів, що переміщуються непередбачуваним чином;
- складні просторові переміщення камери коридорами, східцями, навколо персонажів, через проходи тощо;
- знімання на пересіченій місцевості;
- перетинання порогу або рух по щаблях драбини;
- знімання сцен, в яких рух камери несе емоційне навантаження;
- у разі потреби ізоляції камери від вібрацій, наприклад, транспортного засобу;
- знімання з вертольота, в тому числі довгофокусним об'єктивом, ефектні сцени у фільмах про природу;
- для імітації «нестійкості» навколишнього простору;
- знімання руху персонажа «суб'єктивною камерою»;
- знімання коротких статичних планів, коли основний організаційний фактор — швидкість перестановки камери з точки на точку;

«Стедікам» практично неприйнятний в наступних випадках:
- знімання довгофокусним об'єктивом тривалих статичних планів (виняток — пристрої оснащені гіроскопною платформою);
- знімання дуже різких рухів через небезпеку падіння оператора;
- переміщення по слизьких поверхнях;
- при сильному поривчастому вітрі на натурному майданчику;

### Оператор стедикама
Кінооператори і телеоператори, які використовують стедикам, крім хорошої фізичної підготовки, повинні володіти спеціальними навичками роботи з рухомою камерою. Тому в операторській професії існує спеціалізація — «оператор стедикама». Як правило, сцени, що потребують застосування системи, знімаються окремим оператором, який пройшов спеціальну підготовку і спеціалізуються тільки на таких зйомках.

## Ключові виробники
Головним виробником системи «Стедікам» на сьогоднішній день залишається компанія «Тіффен». Вона ж володіє виключним правом на використання торгової марки Steadicam. Крім «Тіффен», подібні пристрої стабілізації виробляються ще кількома фірмами. Як правило, всі вони так чи інакше відрізняються по конструкції від оригінального «Стедікам», зберігаючи головні принципи пристрою.
Німецька компанія ABC Products виробляє системи стабілізації HandyMan для легких відеокамер і професійні комплекти G-force для кінознімальних і відеокамер масою до 25 кг. Угорська компанія Eemov виробляє чотири моделі стабілізаторів: дві для важких камер до 6 кг і дві — для легких відеокамер. Британська система Glidecam розрахована на роботу з різними камерами. Glidecam Gold дозволяє монтувати кінознімальні апарати масою до 18 кг. Російська компанія Pultex виробляє стабілізатори, розраховані на роботу з камерами до 18 кг, використовуючи технічні рішення, відпрацьовані ще на радянських системах «Горизонт» і «Вертикаль». Німецька компанія Sachtler також випускає системи стабілізації серії Artemis, найсучасніша з яких Cine HD Pro розрахована на роботу з камерами масою до 45 кг